# Курода Нагамаса
Курода Нагамаса (яп. 黒田 長政; 3 декабря 1568 — 29 августа 1623) — японский феодал (даймё) позднего периода Адзути-Момояма

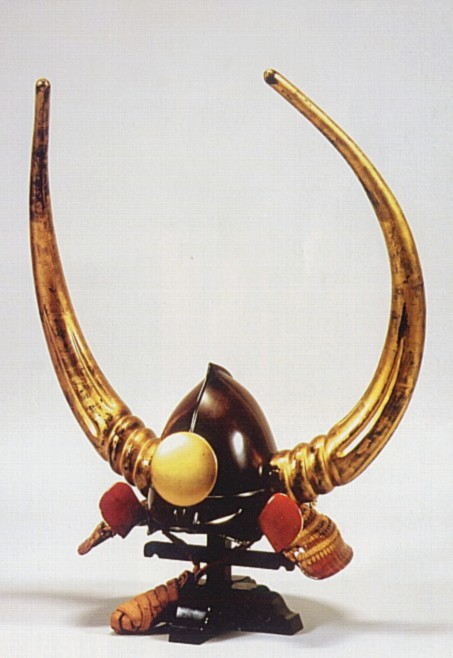
Кабуто Куроды Нагамасы

## Биография
Старший сын даймё Куроды Ёситаки. Его детское имя было Сёдзюмару (松寿丸). Отец его принял христианство под именем Симеон, а сам он был крещён под именем Дамиан в 1583 году. Впоследствии он прославился как великий стратег и советник объединителя Японии Тоётоми Хидэёси.
В 1577 году, когда Нагамаса был ещё маленьким мальчиком, его отец был судим за измену. Нагамасу похитили и чуть было не убили в качестве заложника. С помощью кокуси Ямаути Кацутоё и Такэнаки Сигэхару (известного, как Хамбэй) он был спасён. Интересен факт, когда Хамбэй не подчинился приказу Оды Нобунаги. Хамбэю был отдан на попечительство Курода Нагамаса — малолетний сын Куроды Ёситаки, вассала Оды. В 1578 году во время выполнения одного из заданий, Курода Ёситака был захвачен в плен, и Нобунага, усомнившись в его преданности, приказал казнить сына Куроды. Такэнака Сигэхару принял во внимание приказ, но не спешил его исполнить, пока Нобунага не сменил своего решения, и тем самым спас жизнь мальчику.
Ещё в юности Нагамасе покровительствовал Ода Нобунага. В 1582 году, после гибели Оды Нобунаги в храме монастрыря Хоннодзи от рук мятежника Акэти Мицухидэ, Нагамаса вместе с отцом стал служить Тоётоми Хидэёси и участвовал во вторжении в район Тюгоку. В возрасте 15 лет он участвовал в битве при Сидзугадакэ, а затем — в военном походе на Кюсю.
В 1592 и 1597 годах вместе с Кониси Юкинагой и Като Киёмасой Нагамаса в ходе Имдинской войны командовал войсками численностью в 5000 человек, первыми ступившими на землю Кореи (1592—1593). Хотя Курода Нагамаса несколько раз приходил на выручку им в Корее, и, как и Кониси Юкинага, был христианином, в битве при Сэкигахаре в 1600 году он выступил на стороне Токугавы Иэясу. Его воины убили Симу Киёоки, обеспечив победу восточной армии. В качестве награды за заслуги Токугава Иэясу наградил Нагамасу землями в провинции Тикудзэн и замком Фукуока в обмен на прежний феод в провинции Будзэн. В 1614—1615 годах он участвовал в Осакской кампании.
И Нагамаса, и его отец известны тем, что всегда внимательно выслушивали мнения других. Сам Нагамаса один раз в месяц собирал своих верных вассалов и позволял им говорить всё, что они думают. При этом существовало правило: никто не имеет права обижаться на услышанное и передавать то, что было сказано, остальным. Такие «советы» назывались «встречами без гнева». Хотя и будучи крещённым в детстве, Нагамаса, в отличие от отца, отрёкся от веры, когда христианское учение запретили специальным эдиктом. Находясь в Корее, построил крепость Чуксоннисон в городе Пусан уезда Киджан, ныне включенную в список Исторических мест страны.
За год до смерти Нагамаса написал «Предписания», посвящённые своему старшему сыну Куроде Тадаюки.
Был дважды женат: первым браком на Итохимэ (1571—1645), дочери Хатисуки Масакацу и вторым браком на Эйхимэ (1585—1635), дочери Хосины Масанао. Также имел наложницу Тётоку-ин, дочь Цукуси Хирокадо. В браке у него родилось 7 детей.

## Образ в культуре
Курода Нагамаса является популярной исторической фигурой. Его жизнь и отношения с Токугавой Иэясу неоднократно обыгрывались в тайга дорамах, ежегодных, многолетних, исторических сериалах, транслируемых NHK в Японии.

### Романы
- Человек второго сорта (1947, Анго Сакагути)
- Кодзики тайсё (1947, Дзиро Осараги)
- Сэкигахара (1966, Рётаро Сиба)
- Токугава Иэясу (1967, Сохати Ямаока)
- Юность Исиды Мицунари (2016, Масаё Мацумото)

### Телесериалы
- Тайкоки (1965) — актёр Ёсики Такахаси
- Весенний склон (1971) — актёр Эцуси Такахаси
- Золотые дни (1978) — актёр Масахиро Ито
- Онна-тайкоки (1981) — актёр Итиро Синдзицу
- Сэкигахара (1981) — актёр Наоюки Канно
- Токугава Иэясу (1983) — актёр Исао Кураиси
- Касуга-но-цубонэ (1989) — актёр Осаму Накамура
- Миямото Мусаси (1990) — актёр Хироси Хатано
- Хидэёси (1996) — актёр Такэси Танака
- Аой: Три поколения Токугавы (2000) — актёр Синдзи Ямасита
- Перекрёсток славы (2006) — актёр Горо Тамия
- Го: Принцессы Сэнгоку (2011) — актёр Кимихико Хасэгава
- Стратег Камбэй (2014) — актёр Тори Мацудзака
- Санада-мару (2016) — актёр Такуя Ога

### Фильмы
- Кодзики тайсё (1952) — актёр Рюносукэ Цукигата
- Курода содо (1956) — актёр Кунинори Кодо
- Кодзики тайсё (1964) — актёр Дзюн Фудзимаки
- Битва при Сэкигахаре (2017) — актёр Масато Вада

### Видеоигры
- Kessen (2000) — сэйю Хирохико Какэгава
- Vasara (2000) — сэйю Сусуму Тиба
- Saihai no Yukue (2008)
- Shiro Project (2014) — сэйю Фумико Утимура
- Sengoku kitan Muramasa: Miyabi (2015) — сэйю Канаэ Ито
- Nioh (2017) — сэйю Хироси Цутида
- Harukanaru Toki no Naka de 7 (2020) — сэйю Синносукэ Татибана
- Touken Ranbu Warriors (2022) — сэйю Го Синомия